# 20301 Тхакур
20301 Тхакур (20301 Thakur) — астероїд головного поясу, відкритий 31 березня 1998 року.
Тіссеранів параметр щодо Юпітера — 3,561.
Названо на честь Ґорава Субгаша Тхакура (1986) — любителя астрономії.